# Маркелов, Григорий Иванович
Григорий Иванович Маркелов (7 февраля 1880, Пермь, Пермская губерния, Российская Империя — 8 апреля 1952, Одесса, Украинская ССР, СССР) — советский и украинский невропатолог и академик АН УССР (1939-52), ученик В. М. Бехтерева.

## Биография
Родился Григорий Маркелов 7 февраля 1880 года в Перми в семье служащего. Учился в Пермской гимназии, после её окончания переехал вместе с родителями в Санкт-Петербург и был зачислен в СпбВМА, где окончил первые курсы, но не смог полностью окончить их, ибо по семейным обстоятельствам переехал в Одессу, где в 1906 году с красным дипломом окончил Новороссийский университет, где в течение трёх последующих лет работал ординатором клиники нервных болезней. По приглашению В. М. Бехтерева, Григорий Маркелов едет в Санкт-Петербург, где с 1913-по 1914 год становится ассистентом кафедры нервных болезней СпбПИ, пережив смену названия города на Петроград.
В годы Первой мировой войны был мобилизован в действующую армию в качестве старшего военного врача и проработав 4 года был демобилизован. В 1917 году, находясь на военной службе, заведовал нервным отделением Киевского военного госпиталя. В годы Великой Отечественной войны также привлекался к работе в качестве военного врача.
В 1918 году после демобилизации вернулся в Одессу и устроился на работу в ОдГУ, где работал ассистентом кафедры. В 1923 году повышен в должности до доцента, а в 1926 году заведует секцией невропатологии научно-исследовательской кафедры клинической и экспериментальной медицины. В 1927 году основал Одесский научно-исследовательский психоневрологический институт, где сначала был заведующим кафедры нервных болезней, а с 1931 года до самой смерти был директором института.
Скончался Григорий Маркелов 8 апреля 1952 года в Одессе.

## Научная деятельность
Основные научные работы посвящены физиологии и патологии вегетативной нервной системы. Григорий Маркелов — автор 120 научных работ, 70 научных статей и 5 монографий. Под его руководством защищено 5 докторских и 18 кандидатских диссертаций.

## Память
К 100-летию со дня рождения Григория Маркелова, в 1980 году, на здании Одесского областного психоневрологического диспансера установлена бронзовая мемориальная доска, а к 100-летию Одесского государственного медицинского университета был установлен бронзовый барельеф (скульптор — Т. Г. Судьина).

## Избранные сочинения
- 1934 — Вегетативная нервная система в норме и патологии.